# 12229 Паульсон
12229 Паульсон (12229 Paulsson) — астероїд головного поясу, відкритий 17 жовтня 1985 року.
Тіссеранів параметр щодо Юпітера — 3,606.